# 罗-瓦朗丹
罗-瓦朗丹（法語：Roost-Warendin，法語發音：[ʁo vaʁɑ̃dɛ̃]）是法国上法蘭西大區北部省的一个市镇，位于该省中南部，杜埃市区以北，属于杜埃区。

## 地理
罗-瓦朗丹（50°25'13"N, 3°6'20"E）面积7.16 平方千米，位于法国上法蘭西大區北部省，该省份为法国最北部的省份及最长的省份，西北濒北海，西接加来海峡省，南至埃纳省和索姆省，东与比利时接壤。
与罗-瓦朗丹接壤的市镇（或旧市镇、城区）包括：兰博库尔、杜埃、欧比、弗莱尔斯-昂内斯克勒比约、拉什。
罗-瓦朗丹的时区为UTC+01:00、UTC+02:00（夏令时）。

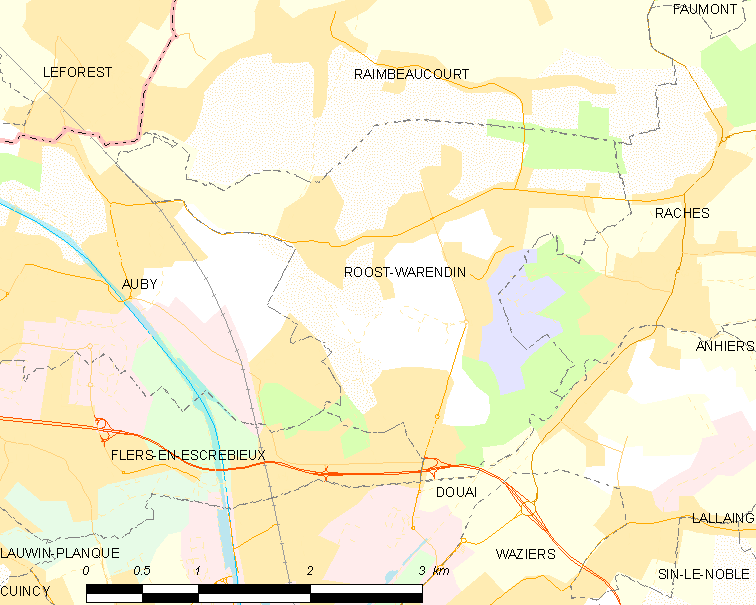
罗-瓦朗丹的OSM定位图

## 行政
罗-瓦朗丹的邮政编码为59286，INSEE市镇编码为59509。

## 政治
罗-瓦朗丹所属的省级选区为奥尔希县。

## 人口

1962-2008年间罗-瓦朗丹人口变化图示

罗-瓦朗丹于2022年1月1日时的人口数量为5966人。